# تئاتر روم باستان
تئاتر روم باستان (انگلیسی: Theatre of ancient Rome) شکل معماری ساختمان تئاتر در روم باستان به نمونه‌های متأخرتر و شناخته شده تری از قرن اول قبل از میلاد تا قرن سوم پس از میلاد پیوند خورده‌است. تئاتر روم باستان که به عنوان دوره‌ای از زمان که در آن تمرین و نمایش تئاتر در روم انجام می‌شد، به قرن چهارم قبل از میلاد پیوند خورده‌است، پس از گذار دولت از پادشاهی به جمهوری تئاتر در این دوران عموماً به ژانرهای تراژدی و کمدی تقسیم می‌شود که با سبک خاصی از معماری و بازی صحنه نمایش داده می‌شود و صرفاً به عنوان نوعی سرگرمی و کنترل به مخاطب منتقل می‌شود.